# لاستا ۹۵
لاستا ۹۵ (به انگلیسی: Utva_Lasta) یک هواگرد ملخ‌پیشین تک‌موتوره از نوع هواپیمای آموزشی ساخت شرکت UTVA است. هواگرد لاستا ۹۵ نخستین پروازش را در سپتامبر ۱۹۸۵ میلادی انجام داد. در مجموع، تعداد ۳۷ فروند از این هواگرد ساخته شده‌است.
طراح این هواگرد، Military Technical Institute Belgrade بود.